# آشوت آصلان
آشوت آصلانیان (به ارمنی: Աշոտ Ասլանեան) با نام ادبی آشوت آصلان (ارمنی: Աշոտ Ասլան) شاعر ارمنی‌تبار اهل ایران بود.

## زندگی‌نامه
وی در سال ۱۹۰۷ میلادی در تهران به دنیا آمد. تحصیلات ابتدایی در همین شهر و تحصیلات متوسط را در کالج آمریکایی‌ها به پایان رسانید. نخستین اثر وی در سال ۱۹۳۰ در نشریه وراتزنوند تهران به چاپ رسانید و در سراسر عمر خود با نشریات «بوبوخ»، «آلیک»، «زوارتنوتس»، «هوسامبر»، «آرمنوهی» و «نور اج» همکاری نمود. اصلان از همکاران جنگ ادبی «نور اج» بود. از وی تنها یک مجموعه شعر تحت عنوان «اگر عمر کند» در سال ۱۹۵۷ منتشر گردید. وی در روز ۱۴ مه ۱۹۶۶ درگذشت.